# Dプラザ

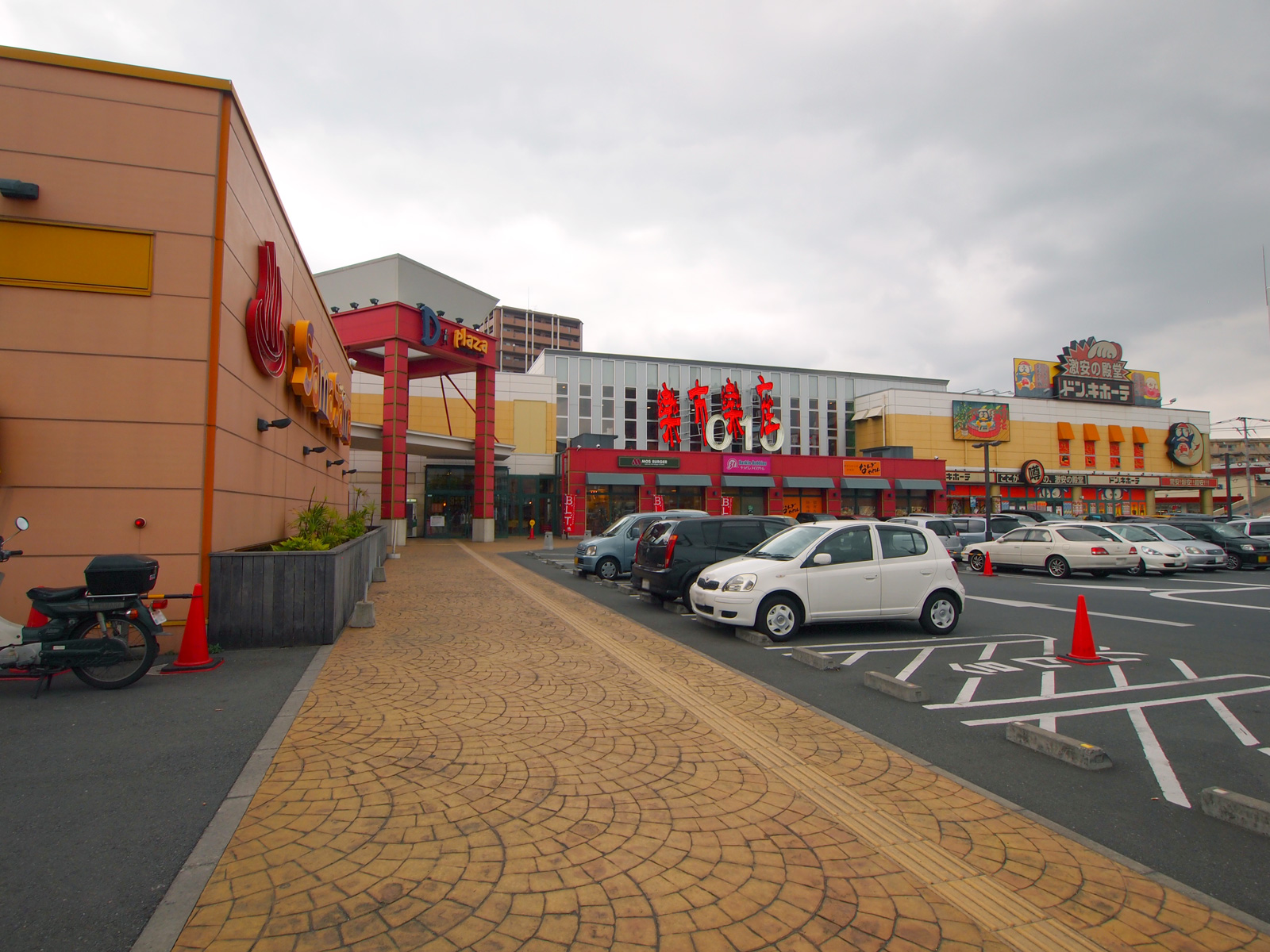
Dプラザ

Dプラザ（ディープラザ、D-plaza）は、大分県大分市新川にある複合商業施設である。
大分交通が、旧本社及び別大線（1972年に廃止）の新川電車基地跡地に建設した施設で、2004年4月24日にオープン。近年、厳しい経営環境下におかれている地方バス会社の新たな試みとして注目を集めている。また、大分市の中心街近くに立地しているため、郊外での大型商業施設のオープンが相次ぎ、空洞化が進む大分市市街地の活性化への寄与も期待されている。

## 施設概要

### 主要店舗
- ドン・キホーテ - ディスカウント・ストア
- サーティワンアイスクリーム
- 日本一たい焼
- 築地銀だこ
- ダイナマイトカレー
- パサール
- モバイルステーション
- コロッケ倶楽部
- くら寿司

### 閉店店舗
- 楽市楽座 - ゲームセンター
- スパリゾート サマサマ - 温浴施設（天然温泉）
- モスバーガー
- もんじゃ江戸門

### 開店予定店舗
- キラキラAsobox大分

### その他
- 事業主体：大分交通株式会社
- 所在地：大分県大分市大字勢家1137
- 駐車場：平面駐車場（約100台）、立体駐車場（約400台）
- 敷地面積：約15,000m2
- 延床面積：14,663m2

## 大分新川バスターミナル
大分交通のバスターミナル。大分交通が運行する大分発着の高速バス路線の多くがこの停留所を起終点としている。一般路線も多く発着している。なお、神戸・大阪・京都線は大分交通では運行していないが、いずれも過去において同社も運行に関与していた経緯から現在でも大分側の起終点として当ターミナルに乗り入れている。
- 広島行「別府ゆけむり号」(現在運休中)
- 福岡行「とよのくに号」（スーパーノンストップ便）
- 長崎行「サンライト号」
- 神戸・大阪・京都行「SORIN号」
- 大分空港行「エアライナー」